# Важец (район Липтовски-Микулаш)
Важец (словац. Važec, венг. Vázsec) — деревня и община района Липтовски-Микулаш, Жилинского края Словакия.
Расположена на севере центральной Словакии в центральной части исторической области Словакии — Липтов на высоте — 792 м. н. м. Находится в 22 км от Липтовски-Градок, примерно 25 км от Попрада и 30 км от административного центра района г. Липтовски-Микулаш.
Недалёко от истока реки Бьели-Ваг.
Кадастровая площадь общины — 59, 685 км².

## Население
| Год:                | 1994 | 2004    | 2014    | 2024    |
| ------------------- | ---- | ------- | ------- | ------- |
| Количество человек: | 2399 | 2381    | 2361    | 2372    |
| Разница:            |      | −0,75 % | −0,83 % | +0,46 % |

Население — 2382 человека (1.1.2021).

## История
Важец был основан в 13 веке. До 1918 года принадлежала Венгерскому королевству, затем перешла к Чехословакии, сегодня — в составе Словакии.
Через Важец проходит Автомагистраль D1 (Словакия).

## Галерея
- Евангелическая церковь
- Марсово поле
- Военное кладбище Важец